# Saint-Lubin-de-Cravant
Saint-Lubin-de-Cravant is een gemeente in het Franse departement Eure-et-Loir (regio Centre-Val de Loire) en telt 64 inwoners (2009). De plaats maakt deel uit van het arrondissement Dreux.

## Geografie
De oppervlakte van Saint-Lubin-de-Cravant bedraagt 6,9 km², de bevolkingsdichtheid is dus 9,3 inwoners per km².

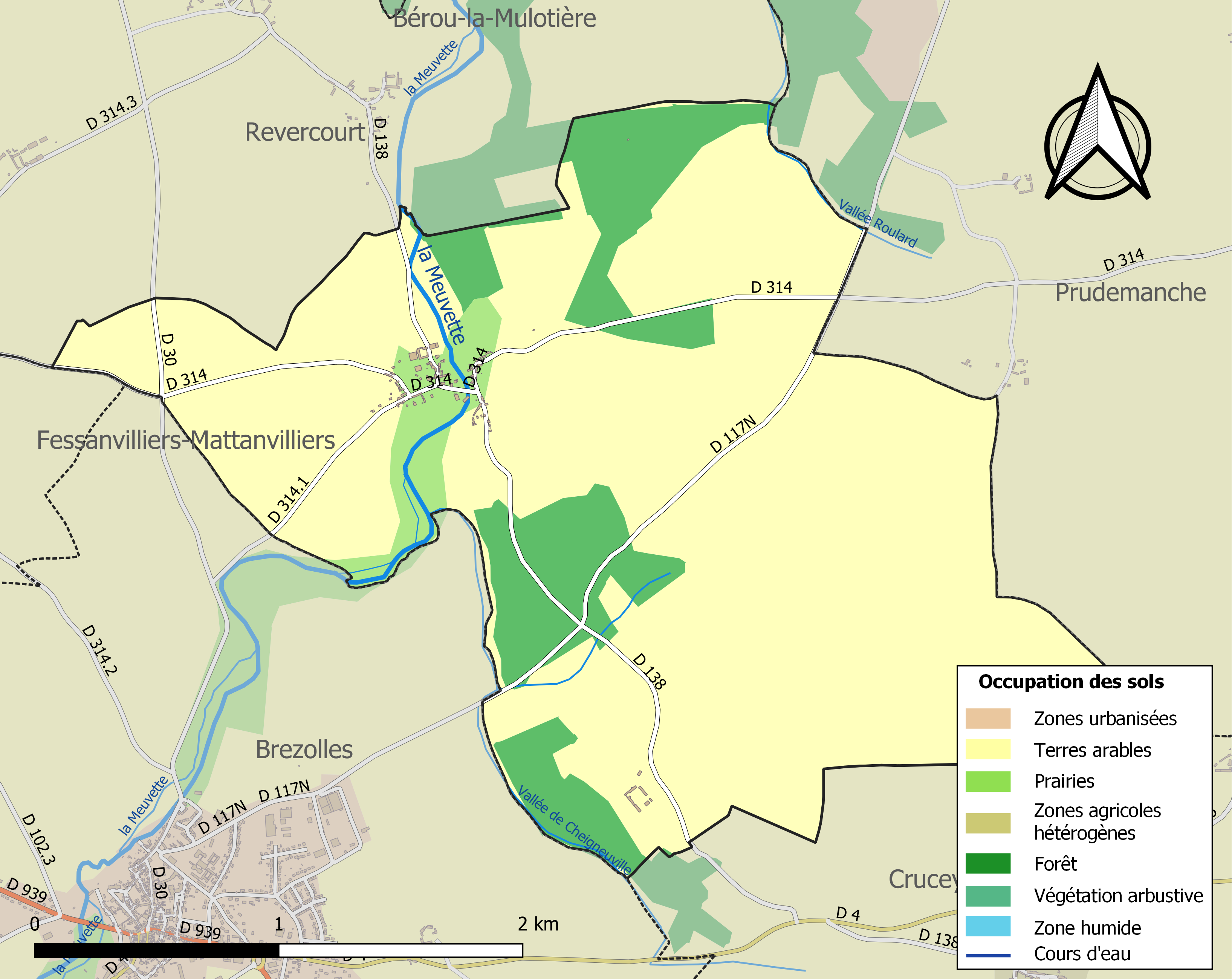
Kaart van de gemeente met de belangrijkste infrastructuur, bodemgebruik en omliggende gemeenten

## Demografie
Onderstaande figuur toont het verloop van het inwonertal (bron: INSEE-tellingen).